# NGC 1617
NGC 1617 é uma galáxia espiral barrada (SBa) localizada na direcção da constelação de Dorado. Possui uma declinação de -54° 36' 07" e uma ascensão recta de 4 horas, 31 minutos e 39,5 segundos.
A galáxia NGC 1617 foi descoberta em 5 de Novembro de 1826 por James Dunlop.